# The Final Cut (cançó)
The Final Cut és la cançó principal de l'àlbum The Final Cut de Pink Floyd de 1983. Desena cançó de l'àlbum homònim i també fou l'últim àlbum de Roger Waters en aquest grup.
Aquesta peça, com tot l'àlbum, està lligat a l'àlbum precedent The Wall, en el qual hauria hagut d'aparèixer. El seu narrador és un home depressiu, prop del suïcidi, que es pot associar a Pink, l'heroi de The Wall, després de la destrucció del seu mur interior. La primera estrofa ens diu: "And if you make it past the shotguns in the hall, dial the combination, open the priesthole, and if I'm in I'll tell you what's behind the wall", en què els mots "what's behind the wall" queden tapats per uns trets de fusell.
El títol fa a la vegada referència del compte final, que ja havia aparegut a la cançó precedent Southampton Dock, però també al suïcidi que li falta al narrador, que té una fulla d'afaitar entre les mans, però que "no ha tingut mai el valor de donar l'últim cop".

## Músics
- Roger Waters - baix, veus
- David Gilmour - guitarres
- Andy Bown - piano
- Nick Mason - bateria
- Ray Cooper - tamborí
- Michael Kamen - piano, director d'orquestra
- National Philarmonic Orchestra - orquestra